# Mascagnia
Mascagnia là một chi thực vật thuộc họ Malpighiaceae.
Bao gồm các loài:
- Mascagnia haenkeana, W.R.Anderson